# Архиповка (Липецька область)
Архиповка (рос. Архиповка) — присілок у Добринському районі Липецької області Російської Федерації.
Населення становить 9 осіб. Належить до муніципального утворення Павловська сільрада.

## Історія
З 13 червня 1934 до 1954 року у складі Воронезької області. Відтак входить до складу Липецької області.
Згідно із законом від 16 листопада 2016 року № 18-ОЗ органом місцевого самоврядування є Павловська сільрада.

## Населення
| 2010 |
| ---- |
| 9    |